# Dietrich Uhlmann
Dietrich Uhlmann (* 4. August 1930 in Chemnitz; † 22. Oktober 2018 in Dresden) war ein deutscher Hydrobiologe.

## Leben
Dietrich Uhlmann studierte Zoologie an der Universität Leipzig, wurde hier 1957 über die biologische Selbstreinigung häuslicher Abwässer in Teichen promoviert und forschte ab 1959 in der Abteilung für Trink-, Brauch- und Abwasserbiologie des Zoologischen Instituts. Er habilitierte sich mit Ergebnissen zu Untersuchungen des Stoffumsatzes und der Planktondynamik in extrem nährstoffreichen Flachgewässern. 1967 wurde er zum Ordentlichen Professor für Hydrobiologie an der Technischen Universität Dresden berufen, wo er das Institut für Hydrobiologie bis zu seiner Emeritierung im Jahr 1995 leitete und auch noch danach wissenschaftlich tätig war. 1971 wurde er Mitglied der Sächsischen Akademie der Wissenschaften zu Leipzig.
Dietrich Uhlmann war mit Margot Uhlmann, geb. Werner (1933–2012) verheiratet.

## Forschungsschwerpunkte und Auszeichnungen
Dietrich Uhlmann hat in über 150 wissenschaftlichen Arbeiten Forschungsergebnisse auf den Gebieten der Abwasserbiologie, der Limnologie von Talsperren, der Eutrophierung und der Sanierung von Gewässern und auf anderen Gebieten der angewandten Gewässerforschung veröffentlicht. Frühzeitig hat er den Einfluss von Daphnien auf die Entwicklung des Phytoplanktons erkannt und trug damit wesentlich zur wissenschaftlichen Fundierung der Biomanipulation von Binnengewässern und zum Verständnis der Bistabilität (Umkippen) von Ökosystemen bei.
Als Leiter des Instituts für Hydrobiologie der Technischen Universität Dresden hat er Natur- mit Ingenieurwissenschaften verbunden und damit eine Dresdener „Hydrobiologen-Schule“ begründet.
Ab 1969 wirkte Dietrich Uhlmann zunächst im Editorial Board und später als Editor in Chief für die Internationale Revue der gesamten Hydrobiologie und Hydrographie (heute unter dem Namen International Review of Hydrobiology), eine der weltweit ältesten limnologischen Fachzeitschriften. Zwischen 1987 und 1991 war er Vizepräsident der International Society of Limnology (SIL). 1987 erhielt er für seine grundlegenden Arbeiten unter anderem über die Limnologie von Abwasserteichen und Stauseen und über die Biologie und Steuerung von eutrophierten und belasteten Ökosystemen die höchste Auszeichnung der SIL, die Naumann-Thienemann-Medaille.

## Schriften (Auswahl)
- Dietrich Uhlmann: Hydrobiologie : Ein Grundriss für Ingenieure und Naturwissenschaftler. Gustav Fischer Verlag, Jena 1988, ISBN 3-437-30580-8 (Erstausgabe:  1975).
- Dietrich Uhlmann: Möglichkeiten und Grenzen einer Regenerierung geschädigter Ökosysteme (= Sitzungsberichte der Sächsischen Akademie der Wissenschaften zu Leipzig/Mathematisch-naturwissenschaftliche Klasse. Band 112, Nr. 5). Akademie-Verlag (De Gruyter), Berlin 1977, doi:10.1515/9783112495988.
- Dietrich Uhlmann: Künstliche Ökosysteme (= Sitzungsberichte der Sächsischen Akademie der Wissenschaften zu Leipzig / Mathematisch-naturwissenschaftliche Klasse. Band 54, Nr. 3). Akademie-Verlag (De Gruyter), Berlin 1981, doi:10.1515/9783112565360.
- Dietrich Uhlmann: Ökologische Probleme der Trinkwasserversorgung aus Talsperren (= Sitzungsberichte der Sächsischen Akademie der Wissenschaften zu Leipzig / Mathematisch-naturwissenschaftliche Klasse. Band 55, Nr. 4). Akademie-Verlag (De Gruyter), Berlin 1983, doi:10.1515/9783112571248.
- Karl-Franz Busch, Dietrich Uhlmann, Günther Weise, Erwin Herlitzius: Ingenieurökologie. Gustav Fischer Verlag, Jena 1983.
- Dietrich Uhlmann: Die anthropogene Eutrophierung der Gewässer – Ein umkehrbarer Prozess? (= Sitzungsberichte der Sächsischen Akademie der Wissenschaften zu Leipzig / Mathematisch-naturwissenschaftliche Klasse. Band 118, Nr. 5). De Gruyter, Berlin, Boston 1985, ISBN 978-3-11-249581-0, doi:10.1515/9783112495827.
- Dietrich Uhlmann, Wolfgang Horn: Hydrobiologie der Binnengewässer. Verlag Eugen Ulmer, Stuttgart 2001, ISBN 3-8252-2206-3.
- Isolde Röske, Dietrich Uhlmann: Biologie der Wasser- und Abwasserbehandlung. Verlag Eugen Ulmer, Stuttgart 2005, ISBN 978-3-8252-8300-1.
- Dietrich Uhlmann, Wolfgang Horn: Ökologie von Stauseen. Lebensräume, Organismen, Raum-Zeit-Strukturen. In: Biologie in unserer Zeit. Band 36, Nr. 2, 29. März 2006, doi:10.1002/biuz.200610306.